# Graja de Campalbo
Graja de Campalbo ist eine zentralspanische Gemeinde (municipio) mit 85 Einwohnern (Stand: 2024) im Osten der Provinz Cuenca in der Autonomen Region Kastilien-La Mancha. 

## Lage und Klima
Graja de Campalbo liegt auf der Westseite des Iberischen Gebirges in einer Höhe von ca. 1100 m. Die Provinzhauptstadt Cuenca befindet sich gut 75 Kilometer (Fahrtstrecke) westnordwestlich. Das Klima im Winter ist gemäßigt, im Sommer dagegen warm bis heiß. Regen (492 mm/Jahr) fällt das ganze Jahr über.

## Bevölkerungsentwicklung
| Jahr      | 1970 | 1981 | 1991 | 2001 | 2011 | 2021 |
| Einwohner | 241  | 179  | 145  | 134  | 109  | 91   |

## Sehenswürdigkeiten

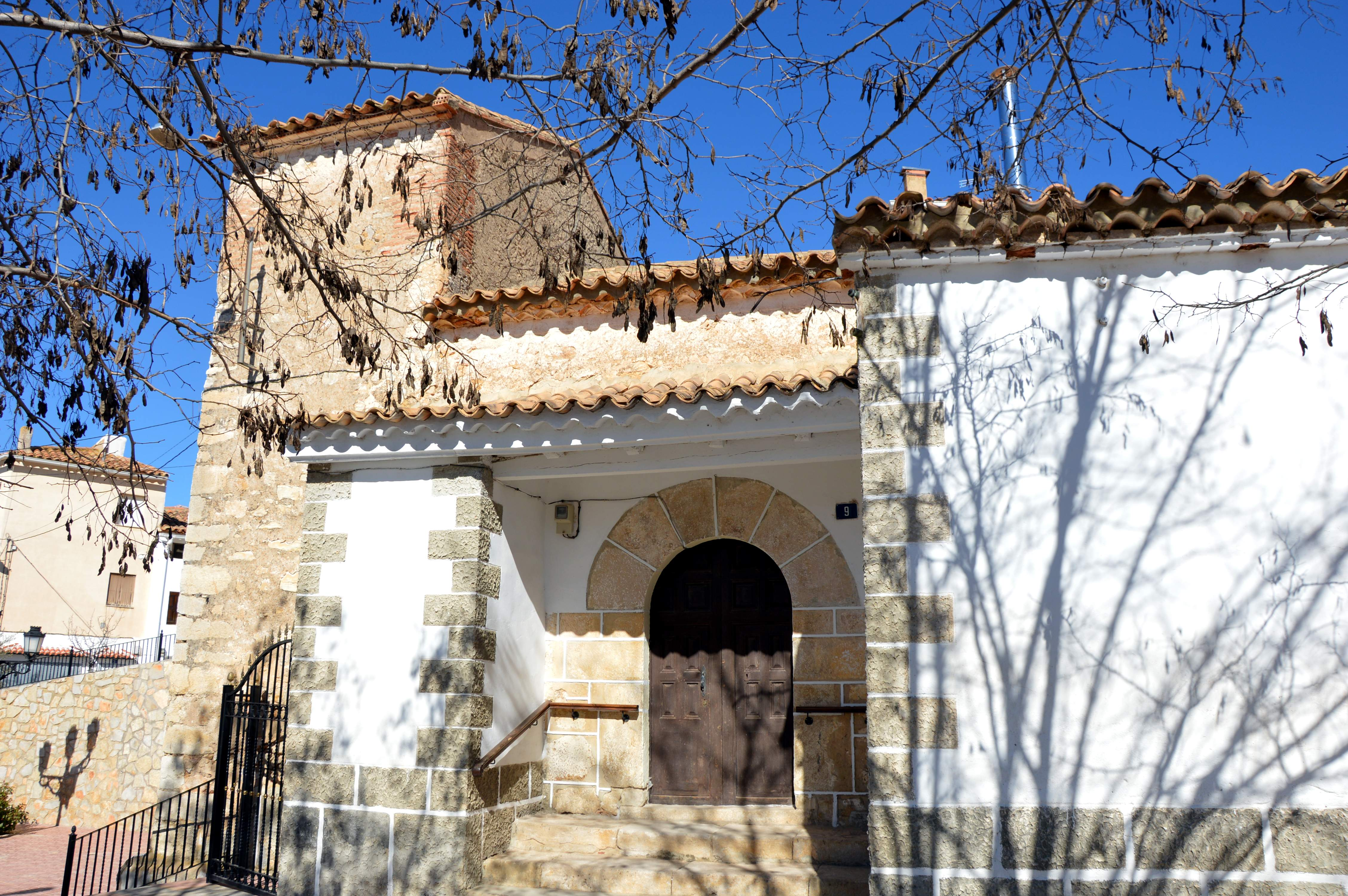
Sebastianuskirche

- Sebastianuskirche